# ملوسیه
ملوسیه (به لاتین: Melouseia) یک منطقهٔ مسکونی در قبرس شمالی است که در ناحیه لفکوشا واقع شده‌است. ملوسیه ۳۹۰ نفر جمعیت دارد.